# 448 Natalie
448 Natalie este un asteroid din centura principală, descoperit pe 27 octombrie 1899, de Max Wolf și Arnold Schwassmann.